# TVP3 Bydgoszcz
TVP3 Bydgoszcz — польський регіональний телеканал, регіональна філія суспільного мовника «TVP» з центром мовлення у Бидгощі.
Місцеві студії телеканалу є в Торуні та Влоцлавку.

## Історія
- У 1957 році засновано Комітет суспільного мовлення[1].
- У 1958 році поблизу села Тшецевець розпочав роботу телецентр.
- 20 листопада 1960 року в Бидгощі розпочато мовлення перших телепрограм.
- 22 січня 1962 року на телецентрі введено в експлуатацію сучасне на той час обладнання[2].
- У 1967 році на «Telewizja Gdańsk» вийшли перші програми, випущені в Бидгощі, зокрема «Magazyn Ziemnych Nordnych».
- У 1970 році вийшов перший випуск програми «Panorama».
- У 1973 році на базі «Polskie Radio Pomorza i Kujaw» запрацювала телередакція, програми якої транслювалися на «TVP Gdańsk». 1 липня того ж року в Бидгощі запущений телерадіомовний центр № 2, який приймав другу телевізійну програму з кольоровим зображенням[2].
- У 1970-х роках програми Бидгощі та Торуні посідали одне з провідних місць у національному мовленні серед новин за межами столиці.
- У 1984 році бидгощська редакція стала філією «TVP Gdańsk» та випускала передачі за спільною програмою.
- У липні 1990 року відновлено самостійність бидгощської редакції.
- 5 вересня 1994 року розпочав мовлення місцевий незалежний телеканал у Бидгощі.
- У 1996–1997 роках відкриті місцеві редакції в Торуні та Влоцлавку.
- У 2001 році телеканал запрацював у новій будівлі редакції та офісу.
- 3 березня 2002 року приєднався до загальнодержавної регіональної телемережі — TVP3.
- У 2006 році студію в Торуні розширено та підключено оптоволоконним кабелем до центру в Бидгощі.
- У 2008 році було запущено телетекстову програму «Telegazeta TVP Bydgoszcz».